# Pollagh
Pollagh är en ort i republiken Irland.   Den ligger i grevskapet Uíbh Fhailí och provinsen Leinster, i den centrala delen av landet, 100 km väster om huvudstaden Dublin. Pollagh ligger 45 meter över havet och antalet invånare är 251.
Terrängen runt Pollagh är platt. Runt Pollagh är det glesbefolkat, med 19 invånare per kvadratkilometer. Närmaste större samhälle är Tullamore, 14,6 km öster om Pollagh. Trakten runt Pollagh består i huvudsak av gräsmarker.